# ルームズ・ツー・ゴー
ルームズ・ツー・ゴー(Rooms To Go)は、アメリカ合衆国の家具販売店チェーンである。

## 概要
シーマンズ・ファニチャー（英語版）のCEOだったジェフリー・シーマンらによって創業。1990年9月7日、オーランドに1号店をオープンした。
現在はアメリカ本土10州及びプエルトリコに店舗を展開。“部屋を持ち帰る”という社名が示す通り、家具からカーテン等の装飾品に至るまで、1室単位でのトータルコーディネートを提案している。

## 店舗展開
- アラバマ州
- フロリダ州
- ジョージア州
- ルイジアナ州
- ミシシッピ州
- ノースカロライナ州
- サウスカロライナ州
- テネシー州
- テキサス州
- バージニア州
- プエルトリコ

### 日本における展開
日本では1997年11月にジャスコ（現・イオン）と合弁会社アール・ティー・ジー・ジャパン株式会社を設立し、1999年7月14日、江東区青海のサンウォーク（パレットタウン内）に1号店をオープンした、4店舗まで広げた。またジャスコの一部店舗では、売場内に子供向けの商品を集めたコーナーも開設していた。しかし業績不振から2001年に全店を閉鎖し撤退した。